# Helge Fuhst

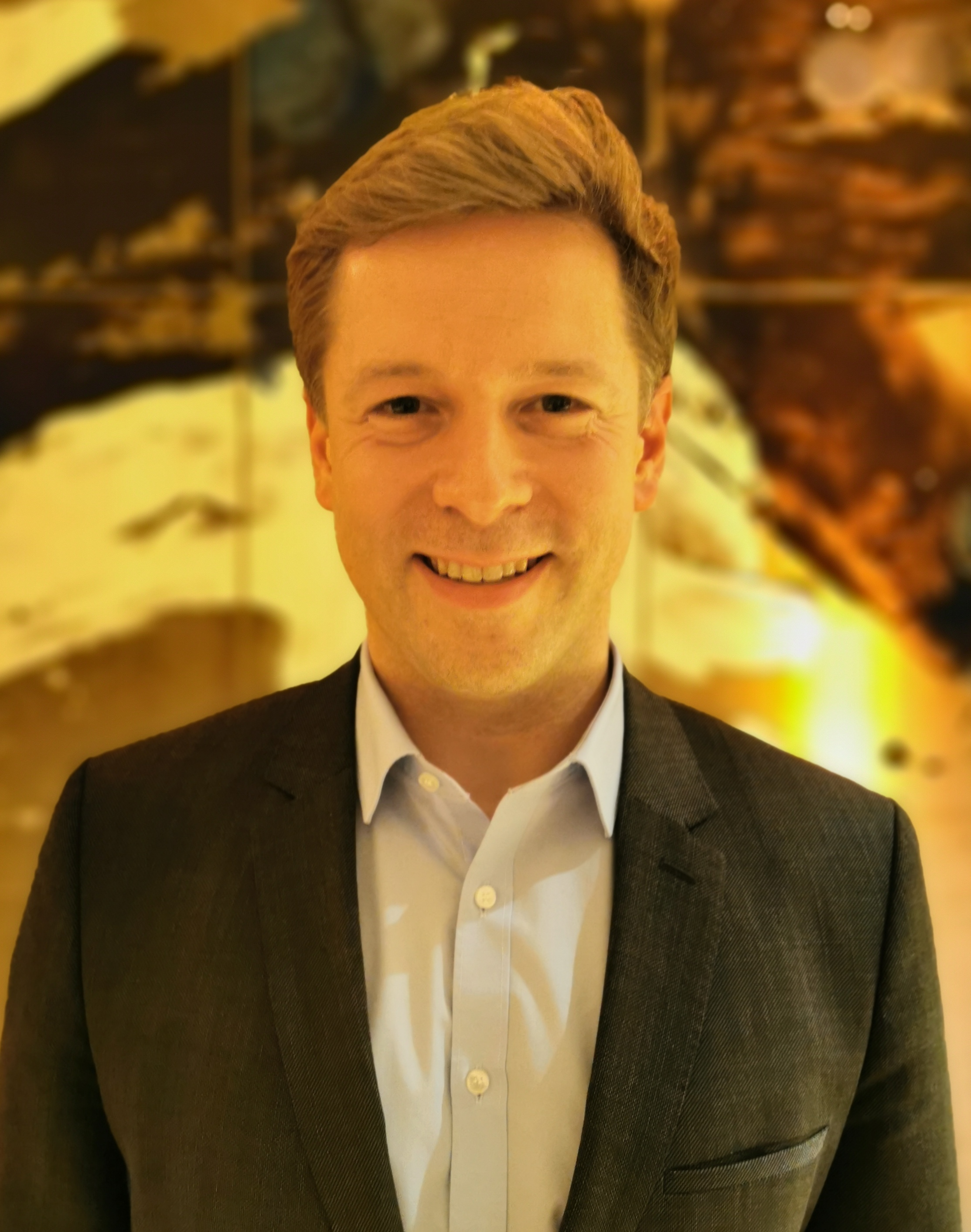
Helge Fuhst (2022)

Helge Fuhst (* 2. März 1984 in Hannover) ist ein deutscher Journalist, Fernsehmoderator und Medienmanager. Er ist seit Oktober 2019 Zweiter Chefredakteur von ARD-aktuell, der ARD-Gemeinschaftsredaktion für Tagesschau und Tagesthemen. Zuvor war er von Januar 2018 bis September 2019 ARD-Programmgeschäftsführer von Phoenix sowie Moderator der politischen Diskussionssendungen Unter den Linden und Der Internationale Frühschoppen.

## Leben

### Herkunft und Ausbildung
Fuhst wuchs in Hannover und Cuxhaven auf. Er machte das Abitur am Amandus-Abendroth-Gymnasium in Cuxhaven. Sein Magisterstudium schloss er 2010 an der Gottfried Wilhelm Leibniz Universität Hannover in den Hauptfächern Politikwissenschaft und Geschichte ab. 2014 wurde Helge Fuhst an der Technischen Universität Chemnitz zum Dr. phil. promoviert. Seine Dissertation verfasste er über die erste Amtszeit von US-Präsident Barack Obama.
Als Student engagierte sich Fuhst politisch. Von 2004 bis 2007 war er Vorsitzender der Jungen Union in Cuxhaven und Mitglied der CDU. 2006 kandidierte er auf der CDU-Liste für die Kreiswahl im Wahlbereich II der Stadt Cuxhaven, erreichte allerdings kein Mandat. Als er als Journalist zu arbeiten begann, trat er aus der Partei wieder aus.

### Anfänge als Fernsehjournalist bei ARD und NDR
2008 und 2009 arbeitete Fuhst als Producer im ARD-Studio in Washington, D.C., zuvor hospitierte er ein halbes Jahr während der Vorwahlen im US-Präsidentschaftswahlkampf bei NBC Nightly News in Washington.
Sein journalistisches Volontariat absolvierte Fuhst beim NDR. Als Fernsehautor hatte er zuvor bereits im NDR-Landesfunkhaus in Hannover gearbeitet. 2012 und 2013 war Fuhst bei den ARD-Tagesthemen in Hamburg tätig und arbeitete dort als Moderations-Redakteur eng mit dem damaligen Moderator Tom Buhrow zusammen, der als sein Förderer gilt.

### Wechsel zu WDR und Phoenix
2013 wechselte Fuhst zum WDR nach Köln. Dort wurde er persönlicher Referent des neuen Intendanten Tom Buhrow, später zusätzlich stellvertretender Leiter der Intendanz. Ab 2016 leitete Helge Fuhst die Abteilung Zentrale Aufgaben und Programm-Management bei Phoenix, dem Ereignis- und Dokumentationskanal von ARD und ZDF, und übernahm als stellvertretender Programmgeschäftsführer auch Verantwortung für den gesamten Fernsehsender.
Von 2016 bis 2017 moderierte Fuhst die Nachrichtensendung Phoenix der Tag sowie Sondersendungen.
Am 26. Juni 2017 wählten die ARD-Intendanten Helge Fuhst auf Vorschlag Tom Buhrows zum neuen Programmgeschäftsführer von Phoenix. Sein neues Amt trat er am 1. Januar 2018 an.
Seit Oktober 2017 moderierte Fuhst ferner die politische Diskussionssendung Unter den Linden, montagabends um 22:15 Uhr bei Phoenix. Er war zudem Gastgeber der Sendung Der Internationale Frühschoppen. Im Mai 2019 führte er darüber hinaus durch die Sendung Wahl 2019 – Aktuelles zur Europa- und Bremen-Wahl gemeinsam mit Co-Moderatorin Damla Hekimoğlu.

### Zweiter Chefredakteur von ARD-aktuell
Im Oktober 2019 übernahm Fuhst als Nachfolger des zum Ersten Chefredakteur aufgerückten Marcus Bornheim den Posten des Zweiten Chefredakteurs bei ARD-aktuell. Dort leitet er unter anderem die Tagesthemen. Vertretungsweise moderierte er am 8. Januar 2020 zum ersten Mal selbst die Tagesthemen und am 16. Juli 2020 das Nachtmagazin.

### Bewerbung als WDR-Intendant
Er bewarb sich 2024 als Nachfolger für den scheidenden WDR-Intendanten Tom Buhrow. Außer ihm standen auch Vernau, Schönenborn und Theveßen dem Rundfunkrat am 27. Juni 2024 zur Wahl. Da im ersten Wahlgang keiner die absolute Mehrheit hatte, wurde ein zweiter Wahlgang zwischen den Bestplatzierten Vernau und Fuhst notwendig. Vernau erhielt im zweiten Wahlgang 36 der 55 Stimmen.

### Privates
Helge Fuhst ist offen homosexuell und wurde 2021 von der Stiftung PrOut@Work in der Kategorie PROUT in Media Art Culture mit dem ersten Platz ausgezeichnet. Er ist verheiratet und lebt in Hamburg.

## Jury-Mitgliedschaften
Helge Fuhst ist seit 2016 Mitglied der Jury des RIAS Journalistenpreises sowie der Semi Final Round des International Emmy Award.